# Jacek Gawryszewski
Jacek Gawryszewski z domu Winek (ur. 20 marca 1966 w Warszawie) – polski funkcjonariusz cywilnych służb specjalnych w stopniu pułkownika, a także dyplomata. W latach 2013–2017 zastępca szefa Agencji Bezpieczeństwa Wewnętrznego, w latach 2017–2024 ambasador RP w Chile. 

## Życiorys
Ukończył z tytułem magistra w 1992 studia na Wydziale Dziennikarstwa i Nauk Politycznych Uniwersytetu Warszawskiego na kierunku politologia ze specjalnością stosunki międzynarodowe, a w 1995 studia podyplomowe na kierunku dziennikarstwo.
W latach 1981–1989 zaangażował się w działalność opozycji antykomunistycznej w ramach Grupy Oporu „Solidarni”. Był wielokrotnie zatrzymywany przez Służbę Bezpieczeństwa. W 1986 skazany na rok i siedem miesięcy pozbawienia wolności.
Od 1991 do 2002 był funkcjonariuszem Urzędu Ochrony Państwa, a od 2002 funkcjonariuszem Agencji Bezpieczeństwa Wewnętrznego. Pracował między innymi w Zarządzie Kontrwywiadu i Zarządzie Ochrony Ekonomicznych Interesów Państwa. Od 2006 do 2007 był dyrektorem Departamentu Przeciwdziałania Terroryzmowi ABW. Był także oficerem łącznikowym ABW w Berlinie. W 2013 został powołany na stanowisko zastępcy szefa ABW. 5 października 2017 przestał pełnić tę funkcję.
W latach 1999–2000 pracował na stanowisku attaché w Ambasadzie RP w Tunisie, będąc odpowiedzialnym za bezpieczeństwo przedstawicielstwa oraz za realizację czynności w zakresie pomocy konsularnej. W latach 2000–2005 pełnił funkcję konsula oraz I sekretarza Ambasady RP w Bogocie, odpowiadając za sprawy konsularne i współpracę kulturalno-naukową, a także wybrane aspekty stosunków politycznych między Polską a Kolumbią. W latach 2007–2008 pełnił funkcję I sekretarza i chargé d'affaires w Ambasadzie RP w Meksyku, odpowiadając także za realizację czynności konsularnych. W 2009 rozpoczął pełnienie funkcji pierwszego radcy Ambasady RP w Berlinie, gdzie odpowiadał za wybrane aspekty współpracy polsko-niemieckiej w zakresie bezpieczeństwa.
Prezydent RP Andrzej Duda postanowieniem z 4 lipca 2017 mianował Jacka Gawryszewskiego Ambasadorem Nadzwyczajnym i Pełnomocnym Rzeczypospolitej Polskiej w Republice Chile. 28 sierpnia 2017 minister spraw zagranicznych Witold Waszczykowski wręczył mu nominację. Listy uwierzytelniające na ręce prezydent Michelle Bachelet złożył 25 października 2017. Urzędowanie zakończył w lipcu 2024.  
W 2011, za wybitne zasługi w działalności na rzecz przemian demokratycznych w Polsce, został odznaczony przez prezydenta Bronisława Komorowskiego Krzyżem Kawalerskim Orderu Odrodzenia Polski. Otrzymał nadto Brązowy Krzyż Zasługi (2006), Krzyż Wolności i Solidarności (2015) oraz Srebrny Medal za Długoletnią Służbę (2011) i Brązowy Medal „Za zasługi dla obronności kraju” (2012).
Biegle mówi po angielsku i hiszpańsku oraz w stopniu dobrym po niemiecku. Jest żonaty.